# Liste von Leuchttürmen
Die Liste von Leuchttürmen ist unterteilt in:
- Afrika
  - Liste von Leuchttürmen in Afrika
    - Liste von Leuchttürmen in Ägypten
    - Liste von Leuchttürmen in Algerien
    - Liste von Leuchttürmen in Dschibuti
    - Liste von Leuchttürmen in Gambia
    - Liste von Leuchttürmen auf den Kanarischen Inseln
    - Liste von Leuchttürmen in Kap Verde
    - Liste von Leuchttürmen in den Komoren
    - Liste von Leuchttürmen in Marokko
    - Liste von Leuchttürmen in Namibia
    - Liste von Leuchttürmen in Sierra Leone
    - Liste von Leuchttürmen in Tunesien
- Amerika
  - Liste amerikanischer Leuchttürme
    - Liste von Leuchttürmen in den Vereinigten Staaten
    - Liste von Leuchttürmen im Königreich Dänemark
      - Liste der Leuchttürme in Grönland

    - Liste von Leuchttürmen im Königreich der Niederlande
- Asien
  - Liste von Leuchttürmen in Asien
    - Liste von Leuchttürmen in Israel
    - Liste von Leuchttürmen im Libanon
    - Liste von Leuchttürmen in Osttimor
    - Liste von Leuchttürmen in Russland
      - Liste von Leuchttürmen in der Russland (Asiatischer Teil)

    - Liste von Leuchttürmen in Syrien
    - Liste von Leuchttürmen auf Zypern
    - Liste von Leuchttürmen in der Türkei
      - Liste von Leuchttürmen in der Türkei (Asiatischer Teil)
- Australien und Ozeanien
  - Liste australischer Leuchttürme und Feuerschiffe
  - Liste von Leuchttürmen in Neuseeland
  - Liste der Leuchttürme in Palau
- Europa
  - Liste von Leuchttürmen in Europa
    - Liste von Leuchtfeuern in Belgien
    - Liste von Leuchttürmen in Bulgarien
    - Liste von Leuchttürmen im Königreich Dänemark
      - Liste von Leuchttürmen in Dänemark
      - Liste von Leuchttürmen der Färöer

    - Liste von Leuchttürmen in Deutschland
    - Liste von Leuchttürmen in England
    - Liste von Leuchttürmen in Estland
    - Liste von Leuchttürmen in Finnland
    - Liste von Leuchttürmen in Frankreich
    - Liste von Leuchttürmen in Irland
    - Liste von Leuchttürmen Islands
    - Liste von Leuchttürmen in Italien
    - Liste von Leuchttürmen in Lettland
    - Liste von Leuchttürmen in Litauen
    - Liste von Leuchttürmen im Königreich der Niederlande
      - Liste von Leuchttürmen in den Niederlanden

    - Liste von Leuchttürmen in Norwegen
    - Liste von Leuchttürmen in Polen
    - Liste von Leuchttürmen in Portugal
    - Liste von Leuchttürmen in Russland
      - Leuchttürme Sankt Petersburger Gebiet
      - Russische Leuchttürme der Ostsee

    - Liste von Leuchttürmen in Schweden
    - Liste von Leuchttürmen in Schweiz
    - Liste von Leuchttürmen in Spanien
    - Liste von Leuchttürmen in der Türkei
      - Liste von Leuchttürmen in der Türkei (Europäischer Teil)

    - Liste von Leuchttürmen in der Ukraine
    - Liste von Leuchttürmen im Vereinigten Königreich
      - Liste von Leuchttürmen in England
      - Liste von Leuchttürmen in Schottland
      - Liste von Leuchttürmen in Nordirland
      - Liste von Leuchttürmen in Wales
- Sonstige
  - Liste der höchsten Leuchttürme der Welt
  - Liste deutscher Kolonialleuchtfeuer